# Antonio Roma
Antonio Roma (Buenos Aires, 13 juli 1932 – aldaar, 20 februari 2013) was een voetbaldoelman uit Argentinië.
Hij speelde 42 interlands voor Argentinië tussen 1956 en 1967 en was actief tijdens het wereldkampioenschap voetbal 1962 in Chili en tijdens het wereldkampioenschap voetbal 1966 in Engeland. 'Tarzan' (een bijnaam die hij verwierf omdat hij zich als Tarzan voor de bal dook) speelde van 1955 tot 1959 (95 duels) voor Ferro Carril Oeste en van 1960 tot 1972 313 wedstrijden voor CA Boca Juniors. Met Boca Juniors werd hij in 1962, 1964 en 1965 winnaar van de Primera División Argentinië en daarna in 1969 en 1970 landskampioen. In 1969 hield hij 783 minuten achter elkaar zijn doel schoon.